# Electricidad
Electricidad è il secondo album in studio del gruppo messicano Jesse & Joy, pubblicato nel settembre 2009.

## Tracce
1. Electricidad – 4:04
2. Adiós – 4:09
3. Chocolate – 4:08
4. Si te vas – 3:54
5. Nuevo día – 4:46
6. Nada es mejor – 3:16
7. Una y otra vez – 4:00
8. Invisible – 3:39
9. Es amor – 4:21
10. Por siempremente – 4:17
11. Quédate – 4:14
12. 10 mil vidas (Bonus track) – 3:11
13. Sublime (Bonus track) – 2:35